# 性格
性格（せいかく、英: Personality）は、生物学的・環境的要因から進化する行動、認知、そして情動パターンの特徴的な集合として定義される。一般的に合意されている性格の定義はないが、ほとんどの理論は、動機づけと環境との心理的相互作用に焦点を当ている。レイモンド・キャッテルによって定義されたもののような伝統に基づく性格理論は、性格を人の行動を予測する特質として定義する。一方、より行動に基づくアプローチにおいては、学習や習慣を通じて性格を定義する。それにもかかわらず、ほとんどの理論は性格を比較的安定したものとみなしている。
人格心理学と呼ばれるパーソナリティの心理学における研究では、行動の違いの根底にある傾向を説明しようと試みる。性格を研究するために、生物学的、認知的、学習的そして伝統に基づく理論、さらに精神力学的、人文主義的なものを含む多くのアプローチがとられてきた。パーソナリティ心理学は最初にそれを唱えた理論家ごとに分けられており、ジークムント・フロイト、アルフレッド・アドラー、ゴードン・オールポート、ハンス・アイゼンク、アブラハム ・マズロー、カール・ロジャースらによって提唱されたいくつかの有力な理論がある。

## 測定
性格はさまざまな検査を通じて判断される。性格は複雑な概念であるために,性格検査の性格や尺度の次元は様々なものがあり,しばしば十分に定義されていない。性格を測定する2つの主要なツールは,客観的検査と投影的測定である。そのような検査の例としては、ビッグファイブインベントリ（BFI）、 ミネソタ多面人格目録（MMPI-2）、 ロールシャッハ・テスト 、 神経症性人格アンケート・KON-2006 、そしてアイゼンクの性格アンケート（EPQ-R）がある。これらのテストはみな、テストを正確にする2つの要因である信頼性と妥当性の両方を備えているため、有益である。「各項目は基本となる特性構成体によってある程度影響されるべきであり、すべての項目が同じ向きを向いている(言葉で表現されている)かぎり、正の相互相関のパターンが生じる」。心理学者が使用している最近の測定法で、よく知られていないものは16PFであり、それはキャトルの16因子パーソナリティ理論に基づいて性格を測定する。心理学者はまた、精神疾患を診断し予後および治療計画を支援するために、臨床測定法としてもそれを使用する。ビッグファイブは、心理学者が入手できる最も正確な情報を得ることができるように、性格のさまざまな要因にまたがる基準を持っているため、最もよく使われてる測定法である。
性格はしばしば因子分析によって大規模アンケートから統計的に抽出された因子や次元に分割される。  2つの次元にすると、多くの場合、1960年代にアイゼンクによって最初に提案されたように、内向性-外向性と神経症（情緒的に不安定-安定）の次元が使用される。

### ビッグファイブ

ビッグファイブ性格特性

性格はしばしば、 ビッグファイブと呼ばれる統計的に求められた5つの因子に分けられる。これは5つの因子はそれぞれ、開放性、 誠実性、外向性、協調性、神経症傾向（または情緒安定性）である。 ビッグファイブは一般的に長期にわたって安定しており、その分散の約半分は環境の影響ではなく、人の遺伝に起因している。   
成人時の幸福と外向性の関係が子供にも見られるかどうかを調査した研究がいくつかある。 これらの知見は、うつ病の出来事を経験する可能性が高い子供を特定し、そのような子供に影響する可能性が高い治療を開発するのに役に立つ。 研究によると、子供と大人に関わらず、環境要因とは対照的に遺伝が幸福度に大きな影響を与えることが示されている。 性格は生涯を通じて安定しているわけではないが、子供の頃は特に速く性格が変化するため、子供の性格構造は気質と呼ばれている。 気質は人格の前駆体と見なされている。マクレアとコスタのビッグファイブモデルは成人の性格特性を評価するが、EAS（感情、活動、社交性）モデルは子供の気質を評価するために使用される。 このモデルによって、子供の感情、活動、社交性、内気のレベルが計測される。 性格理論家は、大人のビッグファイブモデルに似た気質EASモデルを考慮している。ただし、これは上記の性格と気質の概念のが混同している可能性がある。 調査結果によると、高レベルの社交性と低レベルの内気さは大人時の外向性と同等であり、子供時代の高レベルの生活満足度と相関している。
別の興味深い発見は、外向的な行動と肯定的な感情との間に見られる繋がりである。 外向的な行動には、おしゃべり、断定的、冒険的、発信的、演技的といった要素が含まれている。 この研究においては、肯定的な影響は、幸せで楽しい感情の経験として定義され、人の気質に反する方法で行動することの効果に関して調査された。 つまり、この研究が焦点を当てたのは、内向的（内気で、社会的に抑制しており、攻撃的でない）な人が外向的に振る舞うこと、そして外向的な人が内向的に振る舞うことの利点と欠点である。 内向的な人は外向的に振る舞った後に、ポジティブな感情を多く経験したが、外向的な人は内向的に振る舞うと低レベルのポジティブな感情を経験し、自我消耗に苦しんだとされる。 自我消耗、または認知疲労は、自身が持つ内的性質に反する方法で公然と行動するために自身のエネルギーが消耗してしまうことである。 人々が自身の性格と対照的な振る舞いで行動するとき、その人達は、すべてではないにしても、認知に使用するエネルギーのほとんどを、この変わったスタイルの行動と態度の調節に使う。この相反する行動を維持するために利用可能なエネルギーがすべて使われているため、結果として、重要なそして難しい決定を下したり、将来の計画を立てたり、感情を制御または調節したり、他の認知的課題に効果的に対処したりするために、いかなるエネルギーも使うことができなくなってしまう。
なぜ外向的な人の方が内向的な人よりも幸せになる傾向があるのか、という疑問が提起されている。この違いを説明しようとしているのは、道具理論と気質理論の2種類である。道具理論では、外向的な人は結局、よりポジティブな状況下でいられるような選択をし、ポジティブな状況に対して内向的な人よりも強く反応することを示唆している。気質理論では、外向的な人は一般的にポジティブな感情をより強く経験するような気質を持っていることを示唆している。ルーカスとベアードは、外向性に関する研究の中で、道具理論を統計的に有意に支持する結果は得られなかったが、外向性の人は一般的にポジティブな感情をより高いレベルで経験することを発見した。
外向性と幸福感の相関関係の原因となっている媒介要素のいくつかを明らかにするための研究が行われている。自尊心や自己効力感はそのような媒介要素である。
自己効力感とは、個人的な基準に沿って実行する能力、所望の結果を生み出す能力、そして人生の重要な決定を下すために何らかの能力を持っているという感覚に関するその人の信念のことである。自己効力感は、外向性と主観的幸福の人格特性に関連していることが判明している。
しかし、自己効力感は、外向性（および神経症）と主観的幸福との関係を媒介しているが、それは部分的である。このことは、主観的幸福と性格特性との関係を媒介する他の要因が存在する可能性が高いことを示唆している。自尊心も同様の要因である可能性がある。自分自身と自分の能力に自信を持っている人ほど、主観的幸福度が高く、外向性が高いようである。
他の研究では、もう一つの可能性のある媒介要素として、気分維持という現象が調べられている。気分維持とは、曖昧な状況、つまり個人によってポジティブな感情とネガティブな感情のどちらかを生み出す可能性のある状況に直面しても、平均的な幸福度を維持する能力のことである。この能力は、外向的な人の方が強いことが分かっている。これは、外向的な人の幸福度が外部の出来事の影響を受けにくいことを意味している。この発見は、外向的な人のポジティブな気分が内向的な人のそれよりも長く続くことを示唆している。
トルンカ(2012)は次のように述べている。「過去の実証研究では、神経症傾向と異なる感情の意味的知覚との関係が無視されてきた」。そして、この理由から彼の研究で示唆されているのは、「否定的な感情を与えられた10の誘意性……嫌悪感、怒り、悲しみ、恐怖、軽蔑、憎しみ、失望、嫉妬、羨望、罪悪感」である。

## 発生生物学モデル
TCI理論（Temperament and Character Inventory）といった現代的な性格の概念では、危険や報酬に対する基本的で反射的な反応を反映していると考えられる4つの基本的な気質が示唆されている。損害回避、報酬依存、新奇性追求、固執の4つの気質は、気質がそれぞれの距離の分類ではなく次元を反映しているとはいえ、四気質（胆汁質、多血質、粘液質、憂鬱質）の性格タイプという古代にあった概念に多少類似している。性格に対する因子に基づくアプローチでは、有意な差異を説明するモデルが得られているが、発生生物学的モデルは、基礎となる生物学的プロセスをよりよく反映していると主張されている。五因子モデルとは異なり、遺伝的、神経化学的、神経解剖学的にそれぞれの気質的特徴の原因となる相関関係が観察されている。
損害回避形質は、島状そして扁桃体の感覚ネットワークにおける反応性の亢進と関連しており、5-HT2受容体の末梢的結合の低下、GABA濃度の低下とも関連している。新奇性追求は、島状感覚ネットワークにおける活動の低下と関連しており、線条体の接続性が増加している。また、線条体におけるドーパミン合成能力の低下、中脳における自己受容体の利用可能性の低下とも相関している。報酬依存はオキシトシン系と関連しており、血漿オキシトシン濃度の上昇が観察され、視床下部のオキシトシン関連領域の量も増加している。固執は、線条体-mPFC結合の増加、腹側線条体-前頭前野-前帯状体回路の活性化の増加、およびノルアドレナリン作動性トーンの増加を示す唾液アミラーゼレベルの増加と関連している。

## 環境の影響
性格の特徴は、研究者が当初考えていたよりも、環境の影響を受けやすくなることが示されている。性格の違いから、特定の人生経験が生じることを予測することができる。
家庭環境、具体的にはその人の両親のタイプは、子供の人格に影響を与え、形作ることができる方法を示している研究がある。メアリー・エインスワースの「ストレンジ・シチュエーション」という実験では、母親が見知らぬ人と一緒の部屋で一人で過ごすことに赤ちゃんがどのように反応したかを紹介している。エインスワースによって示された異なる愛着スタイルは、それぞれ不安-回避（Aタイプ）、安全（Bタイプ）、不安-両面感情ないし抵抗（Cタイプ）であった。しっかりとした愛着を持っていた子供たちは、より信頼され、社交的で、日々の生活に自信を持っている傾向がある。無秩序な子どもは、不安、怒り、リスクを冒す行動のレベルが高いと報告されていた。
ジュディス・リッチ・ハリスの集団社会化理論は、成人した人物の人格や行動に主に影響を与えるものは、親の姿よりもむしろその人が所属する仲間のグループであると仮定している。親子関係のような二重関係ではなく、グループ内およびグループ間での過程は、文化の伝達と子供の人格特性の環境修正の機会になっている。このように、この理論は親のスタイルや家庭環境ではなく、子どもの人格に対する環境的な影響を代表する仲間集団を指し示している。
心理学者の川本哲也による論文「生活経験からみたパーソナリティの変化：愛着の安全性の中和効果（Personality Change from Life Experiences: Moderation Effect of Attachment Security）」では、実験室での行われた話が示されている。この研究では、主に人生経験が人格の変化に及ぼす影響に焦点を当てた。そしてその結果は、「日々の小さな経験の積み重ねが大学生の人格形成に効く可能性があり、環境の影響は、愛着の安全性のような経験に対する個人の感受性によって異なる可能性がある」ことが示唆された。

## 異文化研究
近年になって、異文化の中で性格を研究することをテーマにした議論が出てきた。性格は完全に文化から由来のものであるので、異文化研究に意味のある研究はありえないという意見も見られる。一方、多くの人は、すべての文化に共通している要素もあると考えており、「ビッグファイブ」の異文化適用性を実証する努力がなされている。
異文化評価は、文化などに関係なく、人間に共通の特徴があるかどうか、つまり、性格特徴の普遍性に関するものである。性格の共通基盤があるのであれば、特定の文化内ではなく、人間の形質に基づいて研究することが可能になる。これは、評価ツールが国や文化を超えて似たような構成要素を測定しているかどうかを比較することで判断することができる。性格を研究するための2つのアプローチとして、イーミック特性とエティック特性が存在する。イーミック特性は、それぞれの文化に固有の構成要素であり、その土地の習慣、思考、信念、特徴によって決定される。エティック形質は普遍的な構成要素と考えられ、文化を超えて明らかになる形質を確立するもので、人間の性格の生物学的基盤を表している。性格形質が個々の文化に固有のものであるならば、異なる文化では異なる形質が明らかになるはずである。しかし、性格特性が文化を超えて普遍的であるという考えは、最も広く使われている人格測定法の一つであるNEO-PI-Rの複数の翻訳にわたって人格の5因子モデルを確立することによって支持されている。NEO-PI-Rを6つの言語で7,134人に試験したところ、結果は、アメリカの因子構造に見られるのと同じ5つの基本的な構成要素の類似したパターンを示していた。
同様の結果は、56カ国、28言語で実施されたビッグ・ファイブ・インベントリ（BFI）を用いたものでも見出された。この5つの要因は、世界の主要地域で概念的にも統計的にも支持され続けており、これらの基礎となる要因が文化間で共通していることを示唆している。文化の違いはあるものの、言語の翻訳には限界があり、文化によって感情や状況を表現するための独特の言葉があるため、これは語彙的なアプローチを用いて性格構造を研究した結果であると考えられる。例えば、「ブルーな気分」という言葉は、欧米化した文化では悲しみを表現するのに使われるが、他の言語には翻訳されてはいない。文化間の違いは、実際の文化の違いによるものかもしれないが、翻訳の不備、偏ったサンプリング、そして文化間の回答スタイルの違いの結果である可能性も考えられる。また、ある文化の中で開発された性格調査票を調査することは、文化を超えた特徴の普遍性を示す有用な証拠となりえる。ヨーロッパやアジアのいくつかの研究では、5因子モデルとの重複する次元や、文化独自の次元が発見されている。文化間で類似した因子が発見されたことは、性格特徴の構造の普遍性を支持するものであるが、より強力な支持を得るためにはさらなる研究が必要となっている。

## 概念の歴史的発展
近代的な個人の性格感覚は、ルネサンスに端を発した文化の変化の結果であり、近代の本質的な要素である。対照的に、中世ヨーロッパ人の自己意識は、社会的役割のネットワークと結びついていた。「家庭、親族ネットワーク、ギルド、企業など、これらは性格の構成要素であった」。スティーヴン・グリーンブラットは、回復（1417年）とルクレティウスの詩『De rerum natura』のキャリアを回顧する中で、次のように述べている。「詩の中心にあるのは、世界を現代的に理解するための主要な原則である」「家族に依存して、個人だけでは何もなかった」とジャック・ジェリスは観察していた。 「現代人の特徴的な印には2つの部分がある。1つは内面的なもので、もう1つは外面的なものであり、1つはその人の環境に対処し、もう1つはその人の態度、価値観、感情に対処する」。現代人は、社会的役割のネットワークにリンクされているのではなく、「都市化、教育、マスコミュニケーション、工業化、政治化」などの環境要因の影響を大きく受けている。

## 気質と哲学

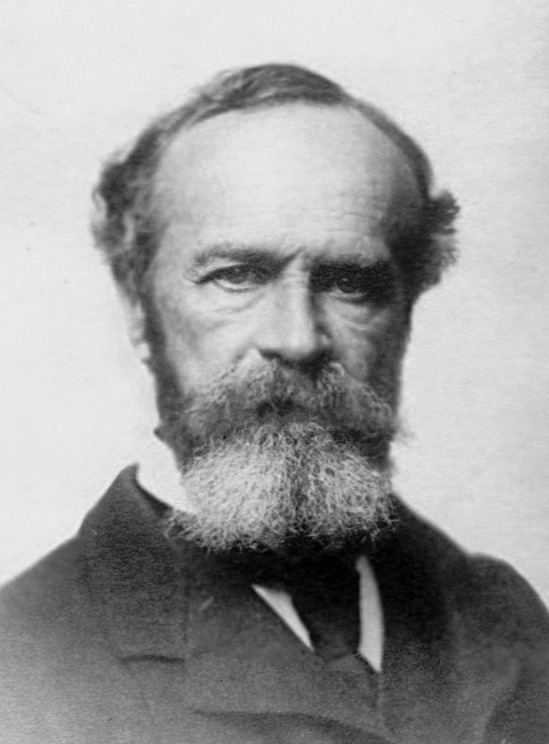
ウィリアムズ・ジェームズ（1842–1910）

ウィリアム・ジェームズ（1842-1910）は、気質が哲学者たちの議論において非常に影響力のある前提条件であると論じ、哲学史の論争の多くを説明している。ジェームズは、哲学者たちの結論には非人称的な理由しか求めていないにもかかわらず、哲学者たちの気質が彼らの哲学に影響を与えていると主張したのである。このように考えられる気質は、バイアスに等しい。このようなバイアスは、哲学者が自分たちの気質を信頼している結果であるとジェームズは説明した。ジェームズは、哲学における成功の客観的な尺度は、哲学がその哲学者に特有のものであるかどうか、また、哲学者が他の物事の見方に不満を持っているかどうかである、という前提にあると考えていた。

### 精神構造
ジェームズは、気質が学問におけるいくつかの分裂の端緒になるかもしれないと主張していた。そして1907年のプラグマティズムに関する講義では、哲学に焦点を当てた。実際、1907年のジェームズの講義では、哲学の経験主義者陣営と合理主義者陣営の一種の特性論が展開されていた。ほとんどの近代的な特性論と同様に、ジェームズは各陣営の特性を、それぞれの陣営の哲学者の個性を特徴づけるように、はっきりとした対極的なものとして説明している。合理主義の哲学者の「精神構成」（性格）は「柔和」で「原理」に従うものであり、経験主義の哲学者の「精神構成」（性格）は「強靭」で「事実」に従うものであると説明されている。ジェームズは、彼らが1907年に行った哲学的な主張という点だけでなく、そのような主張は主に気質に基づいて行われていると主張することで、それぞれを区別している。さらに、このような分類は、ジェームズのプラグマティスト哲学を説明する目的に付随するものにすぎず、網羅的なものではない。

### 経験主義者と合理主義者

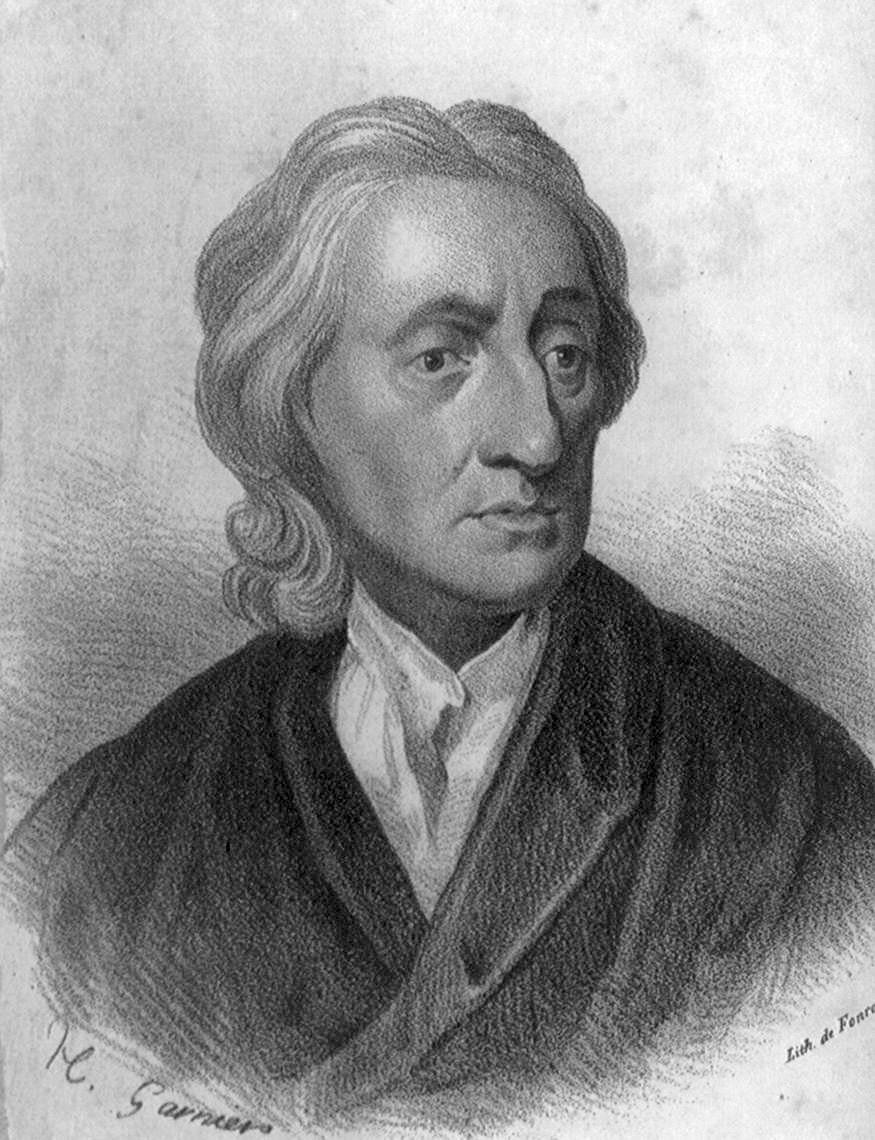
ジョン・ロック (1632–1704)

ジェームズによると、合理主義哲学者の気質は、経験主義哲学者の気質とは根本的に異なっていた。合理主義哲学者の洗練と表面性を追求する傾向は、経験主義哲学者の心の気質を決して満足させなかった。合理主義は閉ざされたシステムの創造につながり、そのような楽観主義は事実を愛する心にとっては浅はかなものであると考えられ、完璧さは遠く離れている。合理主義は気取ったものとみなされ、抽象化に最も傾いた気質である。ジェームズによると、合理主義者の気質は、論理に固執することにつながった。
一方、経験主義者は、論理よりも外面的な感覚に固執する。イギリスの経験主義者ジョン・ロック（1632-1704）による個人のアイデンティティの説明は、ジェームズが言及したものの例を示している。ロックは、人のアイデンティティ、すなわち人格を、アイデンティティの正確な定義に基づいて説明しており、アイデンティティの意味は、それが何に適用されるかによって異なる。人の同一性は、ロックによれば、男性、女性、物質の同一性とはまったく異なるものである。ロックは、意識が人格であると結論づけている。それはなぜかというと「常に思考に付随しており、それはすべての人を自己と呼ぶものにするものである」からであり、異なる場所で異なる時間に不変のままであるからであるという。このように、ロック個人のアイデンティティの説明は、ジェームズが実際に経験主義者の多くがそうであると主張しているように、経験の観点からのものである。

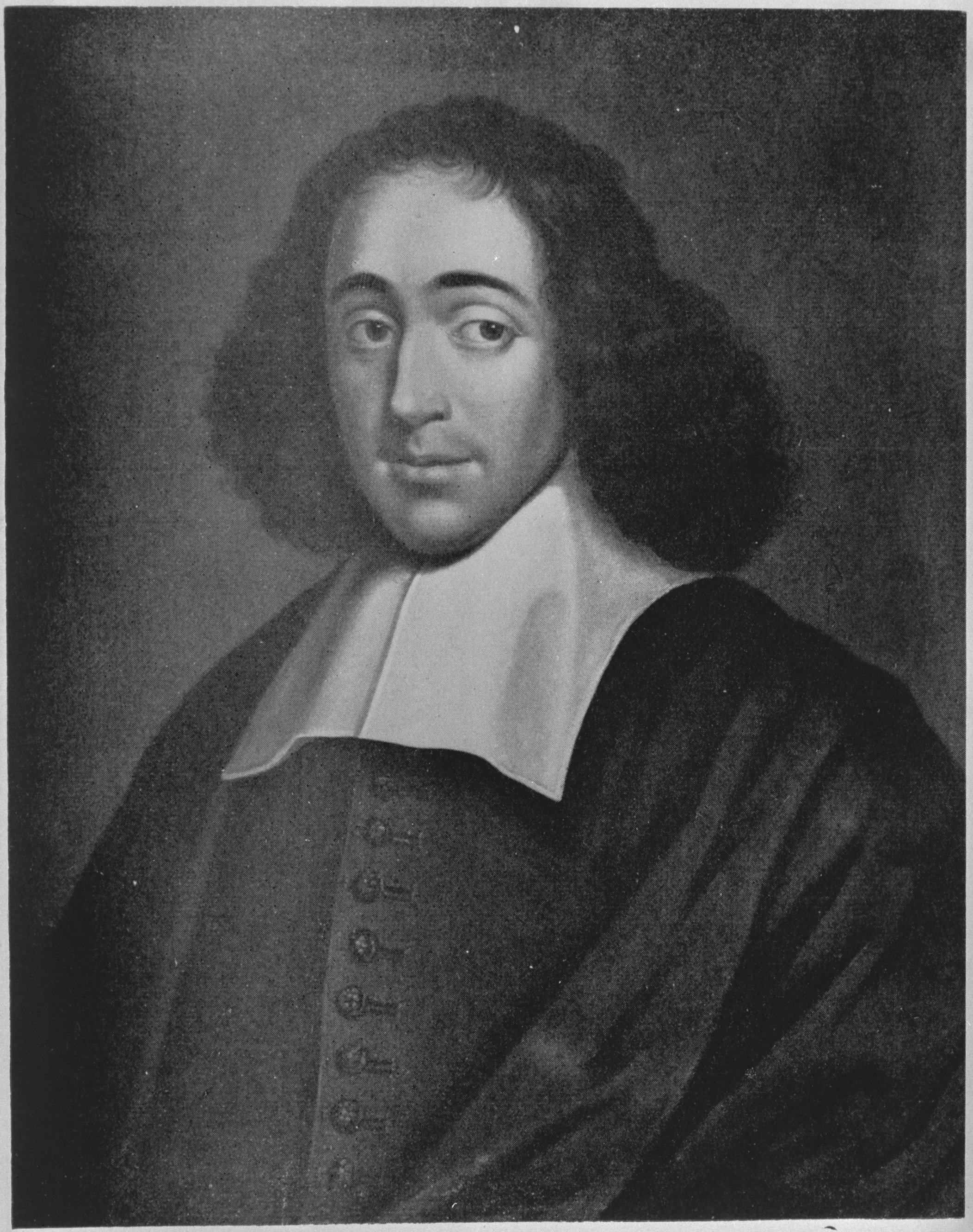
スピノザ (1632–1677)

合理主義者は、物質、人、生命の同一性を区別していたロックのような経験主義者とは異なる方法で人の同一性を考えていた。ロックによれば、ルネ・デカルト（1596-1650）は、「ろくでなしに物事を考えさせることを恐れて」、一つの非物質的な精神が人の基礎であると主張しない限り、そのことのみに同意していた。ジェームスによると、ロックは人の意識の背後に魂があるという議論を容認していた。しかし、ロックの後継者であるデビッド・ヒューム（1711-1776）や、彼の後の経験的心理学者は、内なる生命の凝集性を説明するための用語である側面を除いて、魂の存在を否定した。しかし、いくつかの研究によると、ヒュームは自分の主張は十分であるが説得力がないと考えたため、著作である『人間知性研究: 付・人間本性論摘要』から個人のアイデンティティーに関する記述を除外したのではないかという説もある。デカルト自身、心の能力には能動的なものと受動的なものがあり、それぞれが異なる方法で思考や意識に貢献していると考えていた。デカルトは、受動的な能力は単に受け取るだけであるのに対し、能動的な能力は考えを生成し、形成するが、 思考を前提としていないため、思考するものの中に入ることはできないと主張している。観念は意識することなく生み出され、時には自分の意思に反して生み出されるので、能動的な能力は自己の中にあってはならないとされる。
合理主義哲学者スピノザ（1632-1677）は、観念は人間の心を構成する第一の要素であるが、実際に存在するものに対してのみ存在すると主張した。つまり、スピノザにとって、存在しないものの観念は、存在し得ないので、存在しないものの観念は意味を持たないのである。さらに、スピノザの合理主義では、心は、その外部からの知覚、すなわち外部からの知覚を記述する際に、「身体の修正の観念」を知覚する限りにおいては、それを除いて自分自身を知ることはないと主張した。それどころか、内からの認識は、様々な考えを明確に結びつけていると、スピノザは主張した。スピノザにとって、心はその行動の自由な原因ではない。スピノザは、意志と理解を同一視し、これらを二つの異なるものとして共通に区別することを、個人の思考の本質に対する誤解から生じる誤りとして説明している。

## 生物学
性格の生物学的基盤とは、脳内に見られる解剖学的構造が性格の特徴に寄与するという理論である。これは、脳の構造が様々な心理的プロセスや行動とどのように関係しているかを研究する神経心理学に由来している。例えば、人間の場合、前頭葉は先見性や先読みを、後頭葉は視覚情報の処理を担当している。また、ホルモン分泌などの特定の生理機能も性格に影響を与える。例えば、テストステロンというホルモンは、社交性、愛情、攻撃性、性欲などに重要な役割を果たしている。さらに、研究によると、性格特性の発現は、それが関連する大脳皮質の容積に依存していることが示されている。
また、気質と性格を混同する一部の心理学者の間で混乱が見られる。神経伝達物質系の中の弱い神経化学的不均衡に基づいている気質の特徴は、はるかに安定しており、行動に一貫性があり、幼児期に現れる。これとは対照的に、性格特性とその特徴は、人間の社会文化的発達の産物であり、学習や変更をすることができる。

## 精神分析学
精神分析学は、性格への多次元的、複雑で包括的なアプローチを与える。ヘンリー・A・マレーによると、精神分析学とは、「個人差や性格のタイプを調査する人間の人生とその経過に影響を与える要因の研究に関心を持つ心理学の一部門...総体的な単位として捉えられた人間の科学... 『精神分析』（フロイト）、『分析心理学』（ユング）、『個人心理学』（アドラー）、そして知識の領域ではなく、調査方法や教義を表す他の用語を包含している」。全人的な観点から、精神分析学は、全体とシステムとして、同時にそのすべての構成要素やレベルを通して性格を研究する。
このアプローチに該当する理論の一つに、精神力動論がある。この理論は、ジークムント・フロイトによって考案され、3つの精神構造が私たちの性格を決定すると言う。これらの構造は、イド、自我、超自我である。イドは衝動を司り、超自我は理想化された自己や私達の道徳的なコードを司り、自我は理性的な思考を司っている。基本的には、イドの衝動を満足させつつ、超自我の道徳的規範の範囲内に留めることが自我の働きである。
自我は、イドと超自我の対立する考えから自分の心を守るために防衛メカニズムを用いる。これらの防衛メカニズムは無意識のレベルで働き、人が脅迫的な出来事に対処する際に役に立つ。そしてこれらの防衛スタイルは、適応的な価値が異なる。したがって、脅迫的な出来事に対処できるようにその人に適切な変化を与えない防衛スタイルは、通常、否定のような未熟な防衛の繰り返し使用を示唆している。

## 精神医学
精神医学は、精神障害の診断、予防、および治療に専念する医学の専門分野である。高い神経症傾向は、一般的な精神疾患の発症の独立した予測因子である。精神薬理学の歴史、電気けいれん療法、精神医学と社会の相互作用など、現在関心のあるトピックに重点が置かれており、精神医学の歴史への関心は高まり続けている。